# Последний гарем
Последний гарем (итал. Harem Suare) — фильм 1999 года режиссера Ферзана Озпетека.

## Сюжет
Старая Сафийе рассказывает молодой женщине жизнь, которую она прожила в начале 1900-х годов, будучи фавориткой султана, человека, мучимого кризисом монархии и превращением Османской империи в Турции. Сафийе — самая красивая девушка в гареме султана, но она влюблена в молодого Надира, евнуха личной охраны султана. Два молодых любовника вместе планируют свое будущее, но вспыхивает война, и девушка вынуждена бежать из своей страны. Приехав в Италию, Сафийе вынуждена торговать своей красотой, выступая на сцене в театре.